# قرانيا عنقودية
قرانيا عنقودية (الاسم العلمي: Cornus racemosa)، شجيرة من فصيلة القرانية. موطنها جنوب شرق كندا وشمال شرق الولايات المتحدة.